# Émonctoire
Un émonctoire est une classe de fonctions anatomiques et de dispositifs cliniques servant à l'élimination des déchets.

## Fonction anatomique
En anatomie, cela désigne un organe ou une partie d'organe qui permet à l'organisme d'éliminer ses déchets, ses sécrétions surabondantes ou nuisibles,,.
Parmi les organes dits émonctoires figurent en particulier le foie, les intestins, la peau, les poumons, le pancréas et les reins. Mais également divers canaux (anus, narines, urètre) servant à l'élimination des déchets.

## Dispositif clinique
Les dispositifs cliniques appelés émonctoires artificiels sont notamment les cauthères et les vésicatoires.